# Senecio squalidus
Senecio squalidus es una especie de plantas de la familia de las asteráceas. Es nativa de las regiones montañosas de Europa central y del sudeste y ampliamente distribuida por el hemisferio norte. Su hábitat natural son caminos, vertederos, parques públicos. No tiene excesivos requerimientos de sustrato.

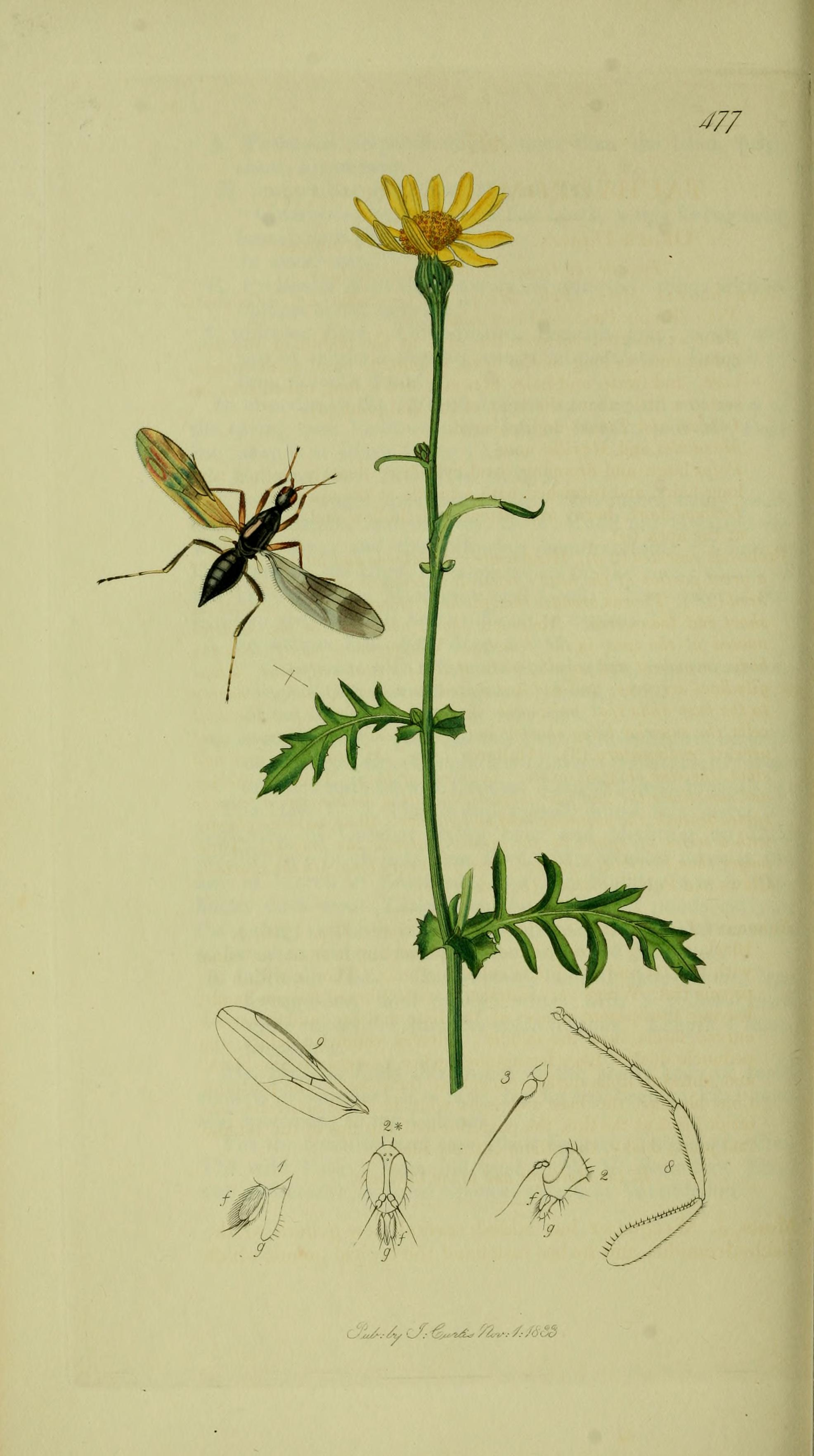
Ilustración

## Descripción
Es una planta herbácea perenne o bienal. Alcanza de 50 cm a 1 m de altura, dependiendo de las condiciones. Tallo erecto de color vino tinto aguado como describe el botánico Pío Quer en el Dioscórides. Hojas axiales en forma de cuerno de arce, que se van desplegando a medida que crecen.  Los capítulos amarillos están formadas por 10 a 14 florecillas. Los pétalos de la corola, también amarillos, miden entre 8 a 15 mm de largo por 2 a 4 mm de ancho.

## Toxicidad
Esta planta está escasamente documentada, pero para el género Senecio se ha comprobado la existencia de pirrolicidina, un alcaloide tóxico para el ganado y los seres humanos.[cita requerida]

## Taxonomía
Senecio squalidus fue descrita por   Carlos Linneo  y publicado en Species Plantarum 2: 869. 1753.
Etimología
Ver: Senecio
squalidus: epíteto latino que significa "escuálido".
Variedades
- Senecio squalidus subsp. aethnensis (DC.) Greuter
- Senecio squalidus subsp. araneosus (Emb. & Maire) Alexander
- Senecio squalidus subsp. aurasiacus (Batt. & Trab.) Alexander
- Senecio squalidus subsp. chrysanthemifolius (Poir.) Greuter
- Senecio squalidus subsp. microglossus (Guss.) Arcang.
- Senecio squalidus subsp. rupestris (Waldst. & Kit.) Greuter
- Senecio squalidus subsp. sardous (Fiori) Greuter

Sinonimia
- Cineraria humilis Poepp. ex DC.
- Cineraria incisa Thunb.
- Jacobaea incisa C.Presl
- Senecio glaber Ucria
- Senecio incisus (C.Presl) C.Presl
- Senecio nebrodensis var. rupestris (Waldst. & Kit.) Fiori[3]